# 매스 스타트
매스 스타트(Mass start) 또는 집단 출발은 마라톤과 같은 일부 육상 경기나 크로스컨트리 스키, 그리고 스피드 스케이팅 등에서 주로 행해지는 형태의 경기이다.
보통 다수의 선수가 출전했을 때 각각의 선수들이 기온, 풍속, 날씨 등에 있어 똑같은 환경에서 경기할 수 있도록 모든 선수들이 출발선상에서 한꺼번에 출발해야 한다. 하지만 많은 선수들이 같은 출발선상에서 출발하는 것은 출발선이 엄청나게 길어져 사실상 불가능하므로 몇몇 선수들은 맨 앞 출발점보다 뒤에서 출발하게 된다. 하지만 모든 선수에게 도착점은 같기 때문에 맨 앞 출발점에서 출발하는 일부 선수들을 제외한 나머지 선수들은 맨 앞 출발선의 선수보다 조금 더 많은 거리를 가야 하므로 뒤에 있는 선수들은 경기에 있어 불리한 면이 있다. 이러한 이유로 출발선은 보통 이전 기록에 따라 결정한다. 크로스컨트리 스키의 경우, 프로 경기에서 선수들은 30초의 시간 간격을 두고 출발한다.